# Bill Chaffey
Bill Chaffey, né le 9 octobre 1975 en Australie est un triathlète handisport, quadruple champion d'Océanie de paratriathlon en catégorie PT1 (2014, 2015, 2016, 2017) et quadruple champion du monde de paratriathlon TR1/PT1 (2009, 2010, 2011, 2012 et 2015).

## Palmarès
Le tableau présente les résultats les plus significatifs (podium) obtenus sur le circuit international de paratriathlon depuis 2009,.
| Année | Compétition                                     | Pays             | Position          | Temps           |
| ----- | ----------------------------------------------- | ---------------- | ----------------- | --------------- |
| 2017  | Championnats d'Océanie de paratriathlon PT1     | Australie        | Médaille d'or     | 1 h 7 min 59 s  |
| 2016  | Championnats d'Océanie de paratriathlon PT1     | Australie        | Médaille d'or     | 1 h 0 min 8 s   |
| 2015  | Championnats d'Océanie de paratriathlon PT1     | Australie        | Médaille d'or     | 1 h 1 min 18 s  |
| 2015  | Championnats du monde de paratriathlon PT1      | États-Unis       | Médaille d'or     | 0 h 58 min 38 s |
| 2014  | Championnats d'Océanie de paratriathlon PT1     | Australie        | Médaille d'or     | 0 h 58 min 22 s |
| 2013  | Championnats du monde de paratriathlon TR1      | Royaume-Uni      | Médaille d'or     | 1 h 1 min 35 s  |
| 2013  | Ironman HC - Championnat du monde à Kailua-Kona | États-Unis       | Médaille d'or     | 9 h 30 min 24 s |
| 2012  | Championnats du monde de paratriathlon TR1      | Nouvelle-Zélande | Médaille d'or     | 0 h 57 min 20 s |
| 2011  | Championnats du monde de paratriathlon TR1      | Chine            | Médaille d'or     | 1 h 11 min 20 s |
| 2010  | Championnats du monde de paratriathlon TR1      | Hongrie          | Médaille d'argent | 2 h 19 min 53 s |
| 2009  | Championnats du monde de paratriathlon TR1      | Australie        | Médaille d'or     | 2 h 19 min 53 s |